# جان جوليان روجر
جان جوليان روجر (بالإنجليزية: Jean-Julien Rojer)‏ مواليد 25 أغسطس 1981 في يلمستاد، كوراساو. هو لاعب كرة مضرب هولندي مُحترف. متخصص بمُسابقات الزوجي. حاصل على إحدى بطولات الجراند سلام في بطولة رولان غاروس 2014 بالزوجي المُختلط.

## نهائيات الجراند سلام

### الزوجي المختلط: 1 (1 لقب)
| اللقب | السنة | البطولة     | السطح | الشريك            | الخصوم                     | النتيجة          |
| ----- | ----- | ----------- | ----- | ----------------- | -------------------------- | ---------------- |
| بطل   | 2014  | رولان غاروس | ترابي | آنا لينا غرونفيلد | جوليا جورجس نيناد زيمونيتش | 4-6, 6-2, [10-7] |

## روابط خارجية
- جان جوليان روجر على موقع رابطة محترفي التنس (الإنجليزية)
- جان جوليان روجر على موقع الاتحاد الدولي لكرة المضرب (الإنجليزية)
- جان جوليان روجر على موقع كأس ديفيز (الإنجليزية)
- جان جوليان روجر على موقع خلاصة التنس.كوم (الإنجليزية)
- جان جوليان روجر على موقع إي إس بي إن.كوم (الإنجليزية)
- جان جوليان روجر على موقع اللجنة الأولمبية الدولية (الإنجليزية)
- جان جوليان روجر على موقع أوليمبيديا (الإنجليزية)
- جان جوليان روجر على موقع تيم أن.أل (الهولندية)